# Lee Magiday
Lee Magiday (* 20. Jahrhundert) ist eine Filmproduzentin.
Magiday tritt seit 2011 im Bereich der Filmproduktion namentlich in Erscheinung. 2015 war sie mit The Lobster erstmals als eigenständige Produzentin aktiv. Der vielfach preisgekrönte Film brachte ihr die Nominierung für den Alexander Korda Award for Best British Film 2016 ein, ebenso für den Europäischen Filmpreis 2015.
Vor dieser Laufbahn war Magiday u. a. als VP of Acquisitions and Production für Focus Features und deren europäischer Büros tätig. Sie war davor Director of Acquisitions für PolyGram Filmed Entertainment und Universal Pictures International und arbeitete zuletzt als Prozentin für Element Pictures. Schließlich gründete sie mit Sleeper Films ihre eigene Produktionsfirma. Magiday war seit 2006 für mehr als ein Jahrzehnt für Element Pictures tätig gewesen.
Für The Favourite – Intrigen und Irrsinn war Magiday bei der Oscarverleihung 2019 gemeinsam mit Ed Guiney, Giorgos Lanthimos und Ceci Dempsey für den Oscar in der Kategorie Bester Film nominiert. Bei den British Academy Film Awards 2019 gewann sie den Preis für den Besten britischen Film. 2018 erhielt sie den British Independent Film Award, beim Europäischen Filmpreis 2019 den Preis für den Besten Film. Weitere Nominierungen und Auszeichnungen folgten.